# Франческо Грацијани
Франческо „Чичо” Грацијани (итал. Francesco "Ciccio" Graziani рођен 16. децембра 1952. године у Субијаку) је италијански тренер и бивши фудбалер, који је играо на позицији нападача.
Каријеру је почео у Арецу 1970. године, а у Торино је прешао 1973. године, где је остао све до 1981. године. Са Торином је освојио Серију А 1976. године, као и титулу најбољег стрелца лиге 1977. године. Касније је играо за Фјорентину, када је у његовој првој сезони у клубу замало освојила титулу, након чега је прешао у Рому за коју је играо од 1983. до 1986. године, освојио два купа и играо финале купа шампиона 1984. године. У каријери је наступао и за Удинезе, док је каријеру завршио у аустралијском АПИА Леинхарду 1988. године.
На репрезентативном нивоу играо је за Италију, са којом је постао првак света 1982. године, а на великим такмичењима освојио је и два четврта места (на светском 1978. и европском 1980. године). Са 23 гола у дресу репрезентације дели девето место са Кристијаном Вијеријем, на листи најбољих стрелаца италијанске репрезентације.

## Клупска каријера
Грацијани је рођен у Субијаку, округу Рима. Каријеру је почео играјући за Бетини Квардадо од 1967. до 1970. године, када је прешао у Арецо, који је тада играо у Серији Б. Три године касније прешао је у Торино. Грацијани је дебитовао у Серији А и за Торино 18. новембра 1973. године, на утакмици против Сампдорије, а први гол је постигао скоро месец дана касније, 16. децембра 197. године против Болоње. Укупно Грацијани је постигао 122 гола за Торино на 289 утакмица, због чега је седми на листи најбољих стрелаца клуба свих времена. Са Торином је освојио Скудето у сезони 1975/76, а годину дана касније био је најбољи стрелац калча са 21 голом. Тих година заједно са Паулом Пуличијем чинио је чувени нападачки дуo популарно назван "гол близанци" (итал. Gemelli del gol).
Са Торином је стигао и до финала Купа 1980. године, где су поражени од Роме на пенале, а Франческо је био један од играча који није успео да постигне погодак са беле тачке.
Од 1981. до 1983. године играо је за Фјорентину, са којом је у првој сезони замало освојио титулу. Јувентус и Фјорентина су у задње коло ушли са истим бројем бодова, Грацијанију је поништен гол на утакмици са Каљаријем, која је завршена без голова, док је Јувентус голом из пенала пред крај утакмице са Катанцаром дошао до титуле. 1983. године прелази у Рому, са којом је освојио 2 Купа (1984. и 1986) и стигао до финала Купа шампиона 1984. године. И ово финале је завршено поразом Грацијанове екипе на пенале, овај пут од Ливерпула, а Франческо поново у финалу неког такмичења није искористио пенал.
1986. године прелази из Роме у Удинезе за 250 милиона лира. Због повреде колена, коју је доживео на утакмици против Сампдорије 5. априла 1987. године и операције која није могла у потпуности да санира последице повреде, Грацијани је почео да размишља о престанку каријере. Након истека уговора са Удинезеом и кратке епизоде у аустралијском АПИА Леинхарду, Грацијани је 1988. окончао каријеру, у којој је на 353 наступа у Серији А постигао 130 голова.

## Репрезентативна каријера
Грацијани је био важан играч италијанске репрезентације, за коју је наступио 64 пута и постигао 23 гола, чиме дели девето место са Кристијаном Вијеријем на листи најбољих стрелаца азура.
За репрезентацију је дебитовао, под Флувијом Бернардинијем, 19. априла 1975. године у квалификационој утакмици за европско првентво која је завршена ремијем Италије са Пољском, док је први гол за национални тим постигао 7. априла 1976. године када је Италија поразила Португалију.
Био је резерва Паола Росија на светском првенству 1978. године, када је Италија освојила четврто место, а на европском првенству 1980. године, на коме је Италија као домаћин такође била четврта, одиграо је 4 утакмице и постигао је један погодак.
Грацијани је одиграо битну улогу у походу Италије на светску титулу 1982. године. Постигао је гол у ремију са Камеруном (1:1), који је био одлучујући за пролаз у нокаут фазу, који је, како се испоставило касније, био и његов последњи гол за репрезентацију. Грацијани је играо на свим утакмицама на првенству на позицији левог крила, али је у финалу, у коме је Италија поразила Западну Њемачку са 3:1, због повреде замењен након седам минута.
Последњи наступ за репрезентацију забележио је 9. маја 1983. године у квалификацијама за европско првенство 1984. када је Италија поражена од Шведске са 2:0.

## Тренерска каријера
Након престанка фудбалске каријере Грацијано је био на функцијама председника више клубова, а са промењивим успехом и тренер. Прве тренерске кораке је направио као тренер млађих категорија Фјорентине, где је постављен у септембру 1989. године. Прилику да тренира први тим Фјорентине добио је већ у марту 1990. године, са којом је избегао испадање и стигао је до финала Купа УЕФА, где је Фјорентина поражена од Јувентуса (1:3, 0:0) На крају сезоне напушта Фјорентину, а нови ангажман је добио у Асколију, где је убрзо отпуштен пре почетка сезоне у Серији Б, због неслагања са председником клуба. Следећи тренерски посао Франческо је имао у Ређини од децембра 1990. године до априла 1991. године. Након тога преузима Авелино од априла 1992. године до краја сезоне.
Када је Арецо банкротирао 1993. године, Грацијано је предводио групу навијача и локалних привредника, који су основали нови клуб који је кренуо из Серије Д, где је до 1998. године, био је председник клуба.
У априлу 2002. године заједно са Маурицијем Пелегринијем преузео је Катанију у Серији Ц1, са којом је изборио промоцију у Серију Б и коју су водили до новембра 2002. године, на девет кола нове сезоне. У сезони 2003/04 предводио је Монтеварки у Серији Ц2, са мало успеха. Од 2004. до 2006. године тренирао је Червију, о којој је снимана ријалити емисија "Шампиони - сан" (итал. Campioni – Il Sogno) и са којом је изборио пласман у Серију Д.

## Приватни живот
Његов син Габријеле такође је био фудбалер.

## Трофеји

### Клупски
Торино
- Серија А (1): 1975/76
- Куп Италије: финале 1979/80

Рома
- Куп Италије (2): 1983/84, 1985/86
- Куп шампиона: финале 1983/84

### Репрезентативни
Италија
- ФИФА светско првенство (1): 1982

### Индивидуални
- Најбољи стрелац Серије А: 1976/77 (21 гол)
- Најбољи стрелац Купа Италије: 1980/81 (5 голова)
- Дворана славних ФК Торино: 2017
- Дворана славних ФК Фјорентина: 2019

### Тренерски
Червија
- Ецеленза: 2004/05 (Група Б)